# Encausse-les-Thermes
Encausse-les-Thermes ist eine französische Gemeinde mit 673 Einwohnern (Stand 1. Januar 2022) im Département Haute-Garonne in der Region Okzitanien (zuvor Midi-Pyrénées). Die Einwohner werden als Encaussais bezeichnet.

## Geographie
Die Gemeinde liegt in der historischen Provinz Comminges, zehn Kilometer südlich von Saint-Gaudens, am Fuße der Pyrenäen. Der Ort wird vom Flüsschen Job durchquert.
Nachbargemeinden sind: Miramont-de-Comminges, Rieucazé, Lespiteau, Soueich, Aspet, Izaut-de-l’Hôtel, Cabanac-Cazaux, Régades und Aspret-Sarrat.

## Geschichte
Im 12. Jahrhundert werden Herren von Encausse genannt.

### Thermalbad

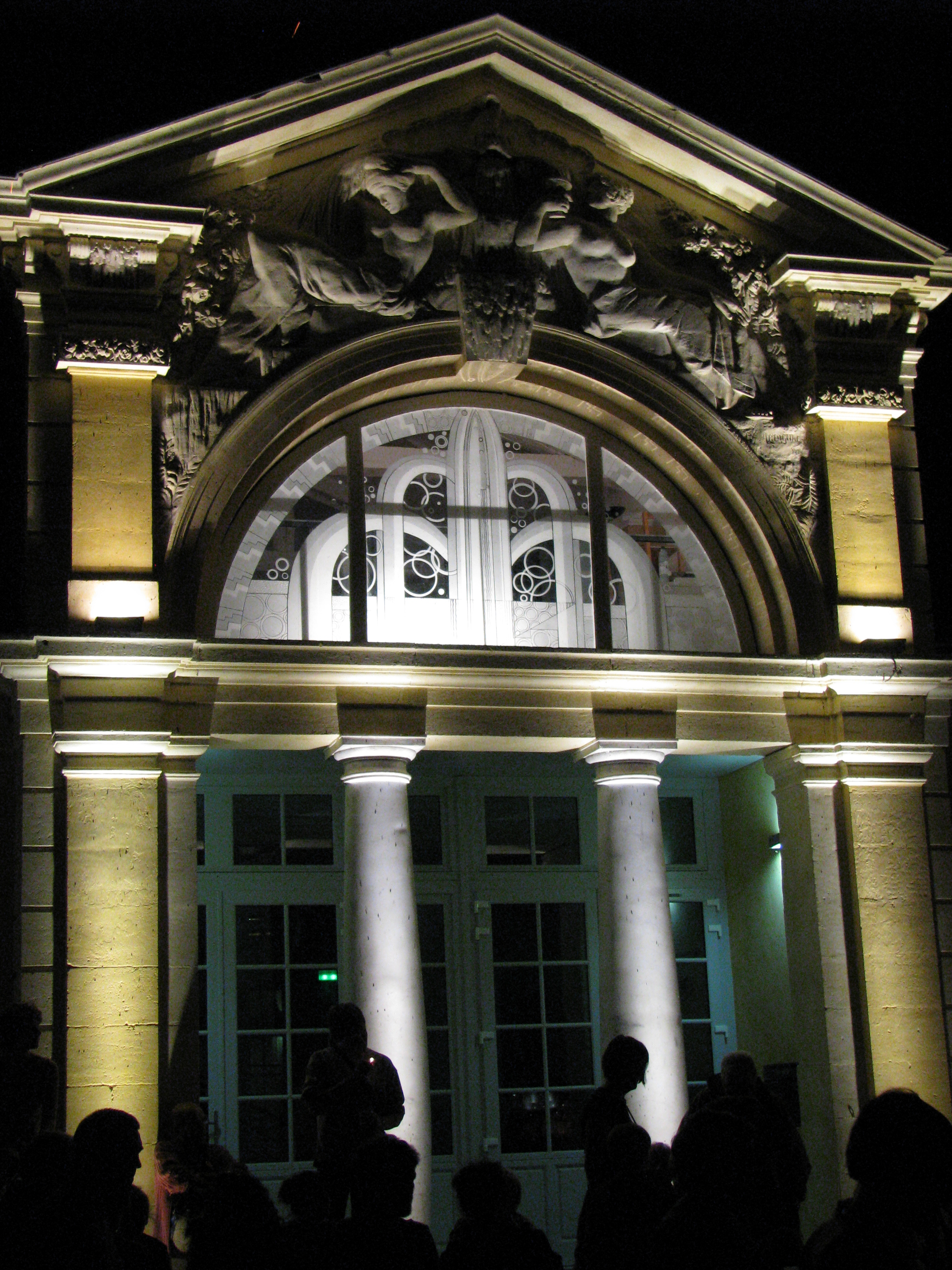
Ehemaliges Thermalbad

Der Betrieb des im 19. Jahrhundert entstandenen Thermalbades wurde 1968 eingestellt. Die ehemalige Thermenanlage ist noch vorhanden. Sie wurde im Jahr 2005 als Monument historique klassifiziert. Heute befindet sich im Gebäude ein Centre national des arts de la rue et de l’espace public.

## Bevölkerungsentwicklung
| Jahr                      | 1962 | 1968 | 1975 | 1982 | 1990 | 1999 | 2006 | 2013 | 2016 | 2019 |
| ------------------------- | ---- | ---- | ---- | ---- | ---- | ---- | ---- | ---- | ---- | ---- |
| Einwohner                 | 420  | 546  | 548  | 523  | 560  | 591  | 632  | 692  | 695  | 700  |
| Quelle: Cassini und INSEE |      |      |      |      |      |      |      |      |      |      |

## Sehenswürdigkeiten
- Kirche Mariä Himmelfahrt aus dem 18. Jahrhundert
- Wassermühle aus dem 18. Jahrhundert